# 3-й набор астронавтов НАСА
3-й набор астронавтов НАСА — набор астронавтов, производившийся НАСА в 1963 году. Было отобрано 14 астронавтов для миссий «Аполлон» и «Джемини»: пять представителей ВМС США (лейтенанты Алан Бин, Юджин Сернан, Роджер Чаффи, лейтенант-коммандер Ричард Гордон, капитан Корпуса морской пехоты Клифтон Уильямс), семь офицеров ВВС США (майор Базз Олдрин, капитаны Донн Айзли, Уильям Андерс, Чарлз Бассетт, Майкл Коллинз, Дэвид Скотт, Теодор Фримен) и двое гражданских (Уолтер Каннингем, Рассел Швайкарт). 
Как и все наборы астронавтов НАСА (кроме «Первой Семёрки» в 1959 году), являлся открытым. Стал самым молодым в истории НАСА: средний возраст на момент отбора составлял 31,2 года. Набор был ориентирован на лунную программу (так, Базз Олдрин стал вторым человеком, ступившим на поверхность Луны). Четверо лётчиков (Теодор Фримен, Чарлз Бассетт, Роджер Чаффи, Клифтон Уильямс) погибли, так и не став астронавтами.  

## История набора
5 июня 1963 года НАСА объявило о решении отобрать в октябре 1963 года дополнительно от 10 до 15 астронавтов. Набор был полностью ориентирован на лунную программу НАСА.
Заявления от гражданских лиц принимались до 1 июля 1963 года, а 15 июля 1963 года были представлены кандидатуры военных претендентов, предварительно отобранных военным руководством из различных родов войск.
Критерии отбора оставались неизменными со времен проведения второго набора в 1962 году. Согласно требованиям в отборе могли участвовать как мужчины так и женщины не старше 35 лет. Допустимый рост астронавтов был ограничен отметкой в 183 сантиметра. Все претенденты должны были иметь высшее техническое образование. Помимо военных лётчиков-испытателей к отбору также допускались и гражданские пилоты. Обязательный налёт каждого пилота должен был составлять не менее 1000 часов.
Всего было подано около 400 заявлений, из них до медицинской части отбора был допущен 271 претендент (200 гражданских и 71 военный).
С 31 июля по 15 августа 1963 года все отобранные претенденты прошли обследования в Отделе авиационно-космической медицины (Aerospace Medical Sciences Division) Школы авиационной и космической медицины ВВС США (USAF School of Aerospace Medicine), расположенной на авиабазе Брук (Brooks AFB) в штате Техас.
17 октября 1963 года НАСА объявило о зачислении в отряд астронавтов 14-и человек. Таким образом численность отряда астронавтов НАСА, состоянием на конец 1963 года, достигла 30-и человек.

## Список астронавтов 3-го набора

### Зачисленные
| Список зачисленных астронавтов 3-го набора НАСА | Список зачисленных астронавтов 3-го набора НАСА | Список зачисленных астронавтов 3-го набора НАСА | Список зачисленных астронавтов 3-го набора НАСА | Список зачисленных астронавтов 3-го набора НАСА | Список зачисленных астронавтов 3-го набора НАСА | Список зачисленных астронавтов 3-го набора НАСА | Список зачисленных астронавтов 3-го набора НАСА   | Список зачисленных астронавтов 3-го набора НАСА  | Список зачисленных астронавтов 3-го набора НАСА | Список зачисленных астронавтов 3-го набора НАСА     | Список зачисленных астронавтов 3-го набора НАСА |
| №                                               | Фотография                                      | ФИО                                             | Оригинал имени (от англ.)                       | Дата рождения                                   | Дата смерти                                     | Порядковый номер                                | Воинское звание (на момент отбора)                | Профессия, специальность                         | Медкомиссия                                     | Количество полётов                                  | Завершение карьеры                              |
| ----------------------------------------------- | ----------------------------------------------- | ----------------------------------------------- | ----------------------------------------------- | ----------------------------------------------- | ----------------------------------------------- | ----------------------------------------------- | ------------------------------------------------- | ------------------------------------------------ | ----------------------------------------------- | --------------------------------------------------- | ----------------------------------------------- |
| 1                                               |                                                 | Эдвин Юджин «Баз» Олдрин-младший                | Edwin Eugene «Buzz» Aldrin, Jr                  | 20 января 1930                                  |                                                 | Космонавт-29                                    | майор ВВС                                         | лётчик-испытатель                                | 13 августа 1963                                 | Джемини-12, Аполлон-11                              | июль 1971                                       |
| 2                                               |                                                 | Уильям Элисон «Билл» Андерс                     | William Alison «Bill» Anders                    | 17 октября 1933                                 |                                                 | Космонавт-33                                    | Капитан ВВС США                                   | лётчик-истребитель                               | 5 августа 1963                                  | Аполлон-8, дублёр в Аполлон-11                      | 1 сентября 1969                                 |
| 3                                               |                                                 | Алан «Эйл» Лаверн Бин                           | Alan «Ale» LaVern Bean                          | 15 марта 1932                                   | 26 мая 2018                                     | Космонавт-44                                    | Лейтенант ВМС США                                 | лётчик-испытатель                                | 14 августа 1963                                 | Аполлон-12, Скайлэб-3                               | июнь 1981                                       |
| 4                                               |                                                 | Чарлз Артур Бассетт, 2-й                        | Charles Arthur Bassett, II                      | 30 декабря 1931                                 | 28 февраля 1966                                 |                                                 | Капитан ВВС США                                   | лётчик-исследователь                             | 15 августа 1963                                 | был назначен пилотом корабля Джемини-9              | погиб 28 февраля 1966                           |
| 5                                               |                                                 | Ричард Фрэнсис «Дик» Гордон-младший             | Richard Francis «Dick» Gordon, Jr               | 5 октября 1929                                  | 6 ноября 2017                                   | Космонавт-28                                    | капитан III ранга ВМС США                         | лётчик-испытатель                                | 31 июля 1963                                    | Джемини-11, Аполлон-12, дублёр в Аполлон-15         | январь 1972                                     |
| 6                                               |                                                 | Ронни Уолтер «Уолт» Каннингем                   | Ronnie Walter «Walt» Cunningham                 | 16 марта 1932                                   |                                                 | Космонавт-31                                    | гражданский (капитан III ранга ВМС США в резерве) | научный сотрудник; в прошлом — лётчик-испытатель | 31 июля 1963                                    | Аполлон-7, дублёр в Скайлэб                         | 1 августа 1971                                  |
| 7                                               |                                                 | Майкл «Майк» Коллинз                            | Michael «Mike» Collins                          | 16 марта 1932                                   |                                                 | Космонавт-27                                    | Капитан ВВС США                                   | лётчик-исследователь                             | 15 августа 1963                                 | Джемини-10, Аполлон-11, дублёр в Джемини-7          | 1 января 1970                                   |
| 8                                               |                                                 | Юджин Эндрю «Джейн» Сернан                      | Eugene Andrew «Jane» Cernan                     | 14 марта 1934                                   | 16 января 2017                                  | Космонавт-26                                    | Лейтенант ВМС США                                 | лётчик-истребитель                               | 8 июня 1963                                     | Джемини-9А, Аполлон-10, Аполлон-17                  | 1 июля 1976                                     |
| 9                                               |                                                 | Девид Рендольф «Дейв» Скотт                     | David Randolph «Dave» Scott                     | 6 июня 1932                                     |                                                 | Космонавт-25                                    | Капитан ВВС США                                   | лётчик-исследователь                             | 2 августа 1963                                  | Джемини-8, Аполлон-9, Аполлон-15, дублёр Аполлон-17 | 1 октября 1977                                  |
| 10                                              |                                                 | Клифтон Кёртис Уильямс-младший                  | Clifton Curtis Williams, Jr.                    | 26 сентября 1932                                | 5 октября 1967                                  |                                                 | Капитан КМП США                                   | лётчик-испытатель                                | 12 августа 1963                                 | дублёр в Джемини-10 и Аполлон-9                     | погиб 5 октября 1967                            |
| 11                                              |                                                 | Теодор Корди «Тед» Фримен                       | Theodore Cordy «Ted» Freeman                    | 18 февраля 1930                                 | 31 октября 1964                                 |                                                 | Капитан ВВС США                                   | лётчик-испытатель                                | 15 августа 1963                                 | кандидат                                            | погиб 31 октября 1964                           |
| 12                                              |                                                 | Роджер Брюс Чаффи                               | Roger Bruce Chaffee                             | 15 февраля 1935                                 | 27 января 1967                                  |                                                 | Лейтенант ВМС США                                 | лётчик-истребитель                               | 7 августа 1963                                  | кандидат в Аполлон-1                                | погиб 27 января 1967                            |
| 13                                              |                                                 | Рассел Луис «Расти» Швейкарт                    | Russell Louis «Rusty» Schweickart               | 25 октября 1935                                 |                                                 | Космонавт-38                                    | гражданский                                       | лётчик                                           | 15 августа 1963                                 | Аполлон-9, дублёр в Скайлэб                         | 1 мая 1974                                      |
| 14                                              |                                                 | Донн Фултон Айзли                               | Donn Fulton Eisele                              | 23 июня 1935                                    | 2 декабря 1987                                  | Космонавт-30                                    | Капитан ВВС США                                   | лётчик-испытатель                                | 5 августа 1963                                  | Аполлон-7                                           | 1970                                            |

Согласно Сернану, сам он считал из их набора наиболее опытными, надёжными и достойными назначения в полёт Дейва Скотта, Дика Гордона, Чарли Бассетта и Майкла Коллинза. Швайкарт, Каннингэм и Олдрин расценивались в отряде как «учёные» и, потому, по мнению лётчиков, заслуживали назначения в экипаж в последнюю очередь.  

### Не зачисленные претенденты
Среди 20 человек, не зачисленных в отряд космонавтов НАСА стоит отметить следующих:
- Вильям Рамзи участвовал во 2-м наборе в 1962 году;
- Майкл Адамс, зачисленный в группу MOL в 1965 году, а затем переведён на программу X-15 (погиб 15 ноября 1967 года во время катастрофы самолёта X-15);
- Трое астронавтов попали в отряд с 5-м набором[англ.]: Вэнс Бранд, Роналд Эванс, Джон Суайгерт.

| 1  | Майкл Джеймс Адамс            | Michael James Adams       | 5 мая 1930      |                 | Капитан ВВС США             | лётчик-испытатель    | 1 августа 1963  |
| 2  | Томми Айла Белл               | Tommy Ila Bell            | 4 апреля 1930   |                 | Капитан ВВС США             | лётчик-исследователь | 1 августа 1963  |
| 3  | Вэнс Девой Бранд              | Vance DeVoe Brand         | 9 мая 1931      |                 | гражданский специалист      | лётчик               | 8 августа 1963  |
| 4  | Джон К. Кохран                | John K. Cochran           |                 |                 | капитан КМП США             | лётчик-исследователь | 13 августа 1963 |
| 5  | Даррелл Э. Корнелл            | Darrell E. Cornell        |                 |                 | Гражданский служащий        |                      | 9 августа 1963  |
| 6  | Реджинальд Р. Дэвис           | Reginald R. Davis         |                 |                 | Капитан ВВС США             | лётчик-испытатель    | 6 августа 1963  |
| 7  | Дональд Дж. Эбберт            | Donald G. Ebbert          |                 |                 | Гражданский служащий        |                      | 8 августа 1930  |
| 8  | Роналд Эллвин Эванс           | Ronald Ellwin Evans       | 14 ноября 1934  | 6 апреля 1990   | Энсин ВМС США               | лётчик-истребитель   | 8 августа 1963  |
| 9  | Джордж М. Фарлонг             | Ronald Ellwin Evans       |                 |                 | Лейтенант ВМС США           | лётчик-истребитель   | 5 августа 1963  |
| 10 | Самюэл Гуилд                  | Samuel M. Guild           |                 |                 | Капитан ВВС США             | лётчик-истребитель   | 7 августа 1963  |
| 11 | Джеймс Бенсон Ирвин           | James Benson Irwin        | 17 марта 1930   | 8 августа 1991  | Второй лейтенант ВВС США    | лётчик-истребитель   | 2 августа 1963  |
| 12 | Джеймс Э. Киркпатрик          | James E. Kirkpatrick      |                 |                 | Гражданский служащий        |                      | 14 августа 1963 |
| 13 | Чарльз Л. Филлипс             | Charles L. Phillips       |                 |                 | Капитан КМП США             | лётчик-испытатель    | 12 августа 1963 |
| 14 | Уилльям Э. Рамзи              | William E. Ramsey         |                 |                 | Лейтенант-коммандер ВМС США | лётчик-испытатель    | 31 июля 1963    |
| 15 | Александер Кратц Рапп         | Alexander Kratz Rupp      | 2 июля 1930     | 11 июня 1965    | Капитан ВВС США             | лётчик-испытатель    | 6 августа 1963  |
| 16 | Роберт Г. Шумейкер            | Robert H. Shumaker        |                 |                 | Лейтенант ВВС США           | лётчик-испытатель    | 6 августа 1963  |
| 17 | Лестер Р. Смит                | Lester R. Smith           |                 |                 | Гражданский служащий        |                      | 9 августа 1963  |
| 18 | Джон Леонард Суайгерт-младшый | John Leonard Swigert, Jr. | 30 августа 1931 | 27 декабря 1982 | Гражданский служащий        |                      | 9 августа 1963  |
| 19 | Роберт Дж. Ван ден Хеувел     | Robert J. Vanden-Heuvel   |                 |                 | Капитан ВВС США             |                      | 7 августа 1963  |
| 20 | Джон Д. Ямникки               | John D. Yamnicky          |                 |                 | Лейтенант-коммандер ВМС     |                      | 12 августа 1963 |

## Рекомендуемая литература
- Michael Cassutt. Who's who in Space. — USA: Macmillan Library Reference, 1999. — 665 с. — (3). — ISBN 978-0028649658.
- B. Watkins. Apollo Moon Missions: The Unsung Heroes. — USA. — (3). — ISBN 9780803260412.

## Статьи
- David J. Shayler. Almost Astronauts (англ.). — BIS, 2001. — Vol. 43, no. 3.